# Tarija (departement)
Tarija is het kleinste en meest zuidelijk gelegen departement van Bolivia. Het grenst in het zuiden aan Argentinië, in het oosten aan Paraguay, in het noorden aan Chuquisaca en in het westen aan Potosí. In dit departement worden verschillende landbouwproducten geteeld. Er is druiventeelt, veeteelt en visvangst. Daarnaast bestaan er grote natuurlijke rijkdommen zoals petroleum en gas. De bevolking is een lappendeken van verschillende etnische groepen: de Tobas, de Matacos, de Chulupis, de Caicuris.
De hoofdstad Tarija, gelegen op een hoogte van 1860 meter, bevindt zich in het noordwesten van het departement en kent een gematigd klimaat. De stad telt 135.783 inwoners, waarvan 59% jonger is dan 18 jaar. De economisch actieve populatie telt 67.469 personen.
Een van de grootste problemen waarmee de stad kampt - naast hoge werkloosheid en armoede - is immigratie uit de omliggende provincies en landen, vooral Argentinië. Hierdoor groeit de bevolking te snel, zodat de stad niet voldoende kan voorzien in de nodige infrastructuur, veiligheid en dienstverlening.

## Bestuurlijke indeling
Het departement is verdeeld in zes provincies. Achter elke provincie wordt de hoofdplaats genoemd.
| Nr.                                     | Provincie         | Inwoners | Oppervlakte | Gemeenten | Hoofdplaats         | Inwoners |
| --------------------------------------- | ----------------- | -------- | ----------- | --------- | ------------------- | -------- |
| 1                                       | Aniceto Arce      | 53.081   | 5.205 km²   | 2         | Padcaya             | 18.681   |
| 2                                       | Burnet O'Connor   | 21.378   | 5.309 km²   | 1         | Entre Ríos          | -        |
| 3                                       | Cercado           | 205.346  | 2.078 km²   | 1         | Tarija              | -        |
| 4                                       | Eustaquio Méndez  | 34.993   | 4.861 km²   | 2         | San Lorenzo         | 23.863   |
| 5                                       | Gran Chaco        | 147.164  | 17.428 km²  | 3         | Yacuiba             | 97.577   |
| 6                                       | José María Avilés | 20.234   | 2.742 km²   | 2         | Valle de Concepción | 14.744   |
| Bron: Inwoners van de provincies (2012) |                   |          |             |           |                     |          |

| Detailkaart |
| ----------- |
|             |
| Provincies  |